# Abbaye de Villers-Canivet
L'abbaye de Villers-Canivet est une abbaye cistercienne féminine située à Villers-Canivet dans le Calvados.

## Localisation
Le monument est situé dans le département français du Calvados, à Villers-Canivet, dans un vallon traversé par le ruisseau du Torp-Laizon.

## Histoire
L'abbaye est fondée au XIIe siècle, plus précisément en 1127 par Roger de Montbray. Elle est alors une abbaye-fille de la Congrégation de Savigny. Elle rejoint Cîteaux vingt ans après sa fondation, en 1147, en même temps que son abbaye-mère. 
À la fin du XIIe siècle, il semble que le prieur soit un certain Guillaume de Loges selon une charte de l'abbaye. En effet, les moniales n'avaient pas d'autonomie juridique sur le temporel. Il était alors géré par un prieur. 
En 1681, elle est considérée comme une abbaye royale. 
Elle fait l'objet de vastes travaux au XVIIIe siècle mais est détruite pendant la Révolution française.
Elle est inscrite au titre des monuments historiques depuis le 24 mars 1994 : la porterie, l'enclos abbatial, les murs d'enceinte, l'étang et le réseau hydraulique, les vestiges du cloître et du puits, les façades et les toitures de la grange aux dîmes sont cités dans l'arrêté.
Les efforts de conservation réalisés par les propriétaires depuis 1976 ont été récompensés en 1997 par un prix national.

## Architecture et description
En dépit des destructions quelques bâtiments ou vestiges de bâtiments ont été conservés, bâtiments datés du XIVe siècle au XIXe siècle. L'enclos abbatial est inscrit dans des murs longs de 1 685 m. La belle porterie du XIVe siècle est conservée, ainsi qu'une grange aux dîmes des XVIe-XVIIe siècles et un logis des XIVe-XVIIIe siècles.
L'édifice en pierre de Caen la Porterie de Villers-Canivet est la seule porterie médiévale cistercienne dans son état d’origine en France et la seule parmi les abbayes de femmes.
La restauration par les propriétaires actuels débutée en 1976 a été récompensée à plusieurs reprises : Prix national par les Vieilles Maisons françaises (prix de Neuflize Schlumberger Mallet) - Label Fondation du patrimoine et autres Prix d'Honneur de mécénat privé.

### La ferme abbatiale
Ces bâtiments, du XIIIe au XIXe siècle, constituent la basse-cour de l'abbaye : un corps de logis de 75 m de longueur avec porterie, caves, celliers, charreterie, habitation, et sur les autres côtés, d'autres granges, la grange aux dîmes et le logis des prêtres.

### La grange aux dîmes
Ce bâtiment du XVIe siècle de 35 m de longueur et sa toiture de 50 000 vieilles tuiles ont été restaurés après la tempête de 1999.

### Le puits
Le puits du XVIIe siècle a été restauré à partir d’une seule pierre et une photographie de 1847.